# Ida Orlov
Ida Orlov (også Ida Orloff og Iduschka; 16. februar 1889, Sankt Petersborg, Rusland – 9. april 1945, Tullnerbach, Niederösterreich, Østrig
) var en russisk / østrigsk skuespillerinde, oversætter og forfatteren Gerhart Hauptmanns elskerinde.
Da hun var fire år gammel døde hendes far Georg Weißbeck. Året efter giftede hendes mor sig med den østrigske adelsmand og officer Georg Siegler, Edler von Eberswald.

## Biografi
Som ung pige gik hun på et nonneskole. Da hun var tretten år prøvede hun at gøre selvmord ved at drukne sig selv. Senere gik hun på en teaterskole i Wien. I 1905 spillede hun en lille rolle i teaterstykket Pandoras æske (Die Büchse der Pandora) af Frank Wedekind hvor også hendes veninde Tilly Newes spillede med. På trods af rollens lidenhed tiltrak hun alligevel Otto Brahms interesse. Han tog hendes med til Berlin, hvor hun optrådte i Hanneles Himmelfahrt (1905) af Gerhart Hauptmann. Hauptmann blev betaget af den unge pige på 16 og blev straks forelsket i hende. I hemmelighed skrev han et stykke specielt for hende: Und Pippa tanzt. De startede en affære, men Hauptmann havde da lige giftet sig igen, og ville ikke lade sig skille fra sin kone Margarete Marschalk.
Den 23. juli 1907 giftede hun sig med Karl Satter, en ungdomsven. Ægteskabet var udelukkende for at prøve at fremstå mere respektabel og de blev skilt igen allerede den 20. januar 1908, da hun da havde hvad hun ønskede – et gift navn på passet. Men de to forblev alligevel, mod hendes forventninger, sammen de næste ti år og den 27. september 1908 fødte hun ham sønnen Hermann.
Ida Orlov, eller Ida Orloff som hun nu kaldte sig, fik en kontrakt på Burgtheater i Wien. Men teateret gav hende næsten ingen roller i adskillige år. I 1913 spillede hun en rolle i den danske stumfilm Atlantis instrueret af August Blom for Nordisk Film Kompagni efter en roman af Gerhart Hauptmann – som han havde skrevet på en tur til Amerika, hvor han var ledsaget af netop Ida Orlov. Rollen hun spillede i filmen, var inspireret af den rigtige Ida Orlov. Men da hun havde rejste til Norge uden tilladelse fra teateret Burgtheater, blev hun fyret af teaterets leder. Men eftersom hendes kontrakt med teateret alligevel ikke forbød filmoptagelser, fik hun en erstatning.
I efteråret dannede hun en teatertrup som hun turnerede i Rusland med, men da de ikke havde finansiel succes med dette, returnerede hun snart til Wien. Med hendes (fraskilte) mand flyttede hun ved udbruddet af 1. verdenskrig til København for at holde ham ude af krigen. De fik endnu en søn i København, men sønnen døde allerede efter seks uger (1916). Det efterfølgende år var hun igen gravid, og forholdet til Satter brudte da endeligt sammen og hun returnerede alene til Wien for at føde hendes tredje søn, Heinrich den 31. marts 1918. Sønnen overgav hun til Satters ældre søster og tog selv dernæst til Berlin, hvor hun havde en række roller, før hun besluttede sig for at gifte sig med journalisten Franz Leppmann.
Franz Leppmann var jøde og da nazisterne kom til magen i Tyskland, emigrerede de to og deres fælles søn Wolfgang Leppmann (født 1922) til Italien i 1933. Men i Italien kunne hun ikke få arbejde, og de kom snart i alvorlige finansielle problemer. De flyttede da videre til England, men for at tjene penge returnerede hun alene tilbage til Tyskland i 1939.
I Berlin optrådte hun endnu en gang i et stykke af Hauptmann, Der rote Hahn i 1941 på Berliner Rose-Theater, med hvilke hun havde en del succes.
Efter stykket i Berlin blev hun syg, og trak sig tilbage til Tullnerbach i nærheden af Wien. Hun mødte Hauptmann en sidste gang i 1943, da han fejrede sin 80 års fødselsdag. Da rygterne gik om den brutale fremfærd med hvilke den russiske røde arme kæmpede sig frem i Østrig, begik hun selvmord i løbet af kampene for at undgå at blive voldtaget.
Hun døde den 9. april 1945. Omkring samtidigt var hendes søn Hermann faldet i kamp i omegnen af Wien. Hendes anden søn Wolfgang Leppman blev en kendt tysk professor, der skrev flere biografier af Goethe, Rilke og Hauptmann. Han døde i 2002.
Foruden at have optrådt i forskellige teaterstykker, har hun medvirket i radioudsendelser, og hold forelæsninger. Desuden har hun også oversat russisk litteratur (iblandt Dostojevskij) og holdt skuespillerundervisning.

## Filmografi
- Atlantis (1913) – dette var den eneste film hun medvirkede i.